# AMD Horus
Система Horus (названа в честь древнеегипетского бога Гора), разработанная компанией Newisys для AMD, была создана, чтобы дать возможность компьютерам на базе процессоров AMD Opteron обойти ныне существующее ограничение 8-процессорных (8 процессорных разъёмов) архитектур. Процессоры Opteron обладают поддержкой кэш-когерентной шины HyperTransport (ccHT) для «бесшовного» обеспечения мультипроцессорного взаимодействия между физическими процессорами, но так как на чип может приходиться лишь не более трёх ccHT-интерфейсов, то системы ограничены максимальным значением в 8 разъёмов. Шина HyperTransport также ограничена по длине и не поддерживает внешние интерфейсы для внешней связи.
Система Horus обходит эти ограничения путём создания псевдо-Opterona — чипа Horus, который соединяется с четырьмя настоящими Opteronaми через шину HyperTransport. Поскольку Opteronы получаются связанными в пятипроцессорную систему, то она становится базовым узлом Horus (называемая по количеству реальных процессоров 'квадом'). Чип Horus реализует также дополнительный внешний интерфейс (основанный на стандартах InfiniBand), способный связваться с другими узлами Horus (до восьми). Чип управляет необходимыми преобразованиями сигналов между внутренней и внешней ccHT-коммуникациями. При размещении процессоров вокруг чипа Horus с 12-битными линиями и работающими на частоте 3125 МГц по технологии InfiniBand (кодирование 8b/10b), эффективная внутренняя скорость такой системы достигает 30 Гб/с.
С учётом 8 соединённых 'квадов', каждый из которых поддерживает максимум 4 процессора Opteron на узел, система Horus допускает объединение всего 32 физических процессоров в одной машине. Также будут поддерживаться двухъядерные и будущие четырёхъядерные чипы, позволяя одной системе объединять в себе более сотни процессорных ядер.

## Дополнительные источники
- Спецификации Horus.
- Дискуссия инженеров в группах Google.